# Porsche Panamera
Porsche Panamera – samochód osobowy klasy wyższej produkowany pod niemiecką marką Porsche od 2009 roku. Od 2023 roku produkowana jest trzecia generacja modelu.

## Pierwsza generacja

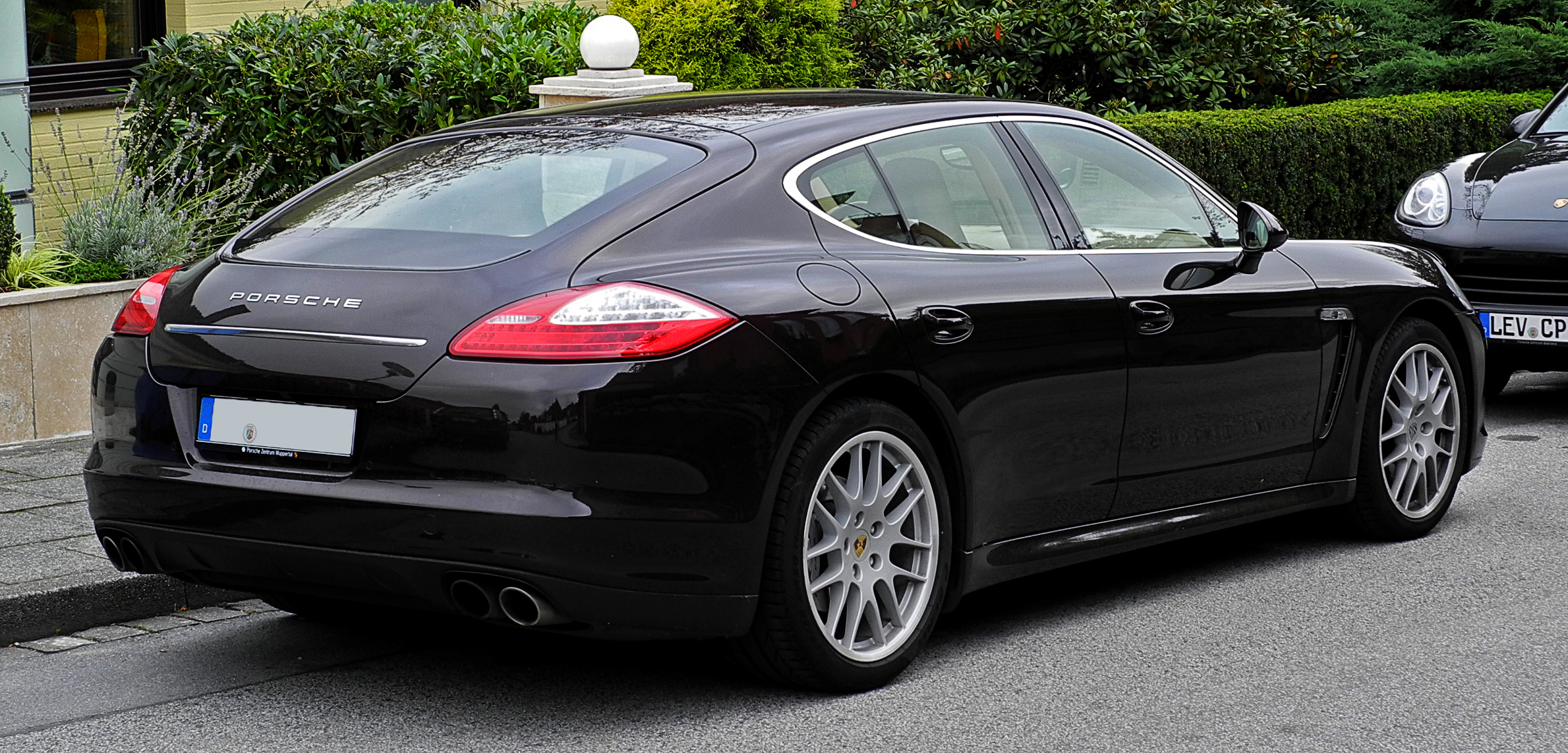
Porsche Panamera I (970) – tył

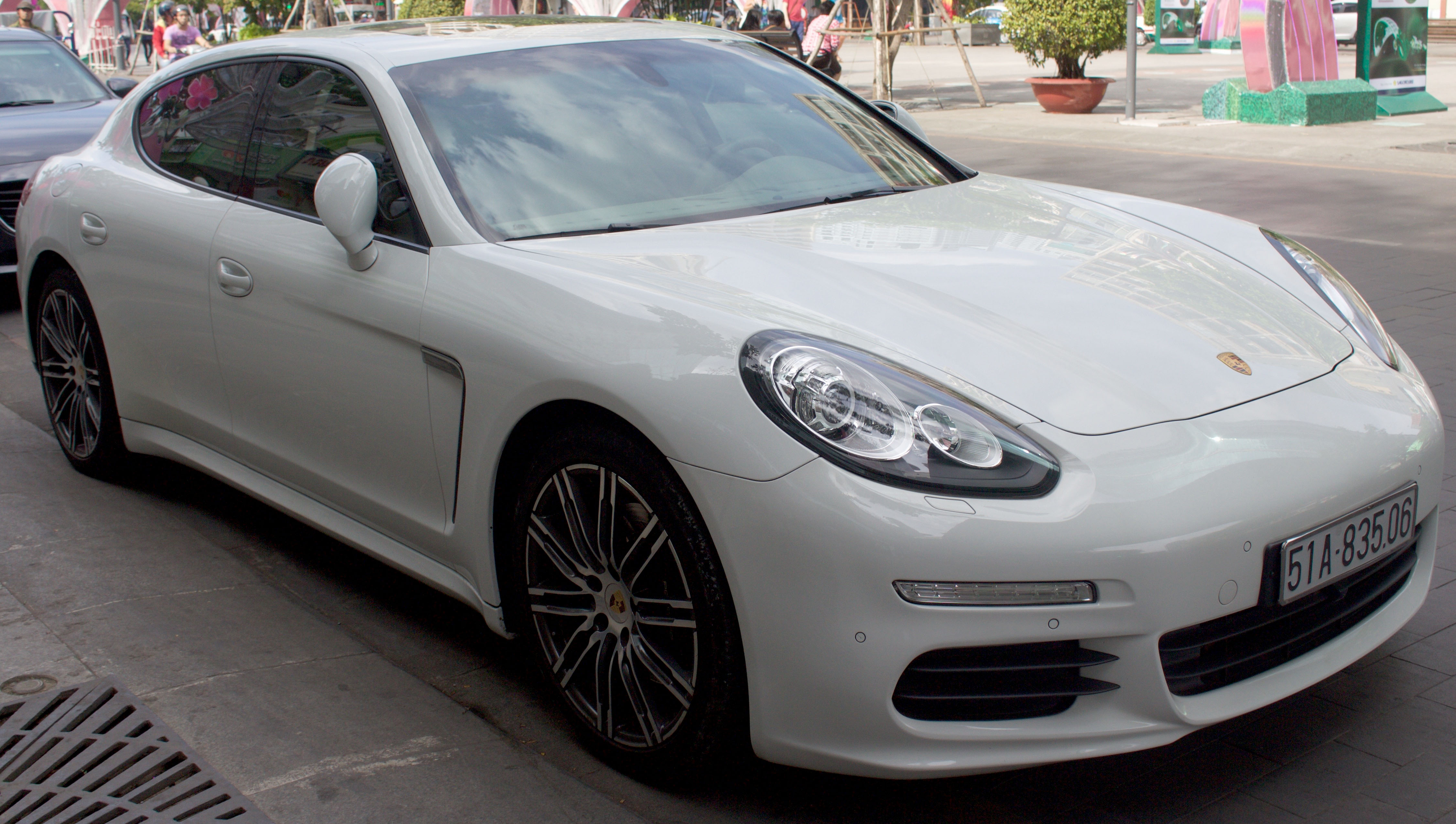
Porsche Panamera I (970) po liftingu

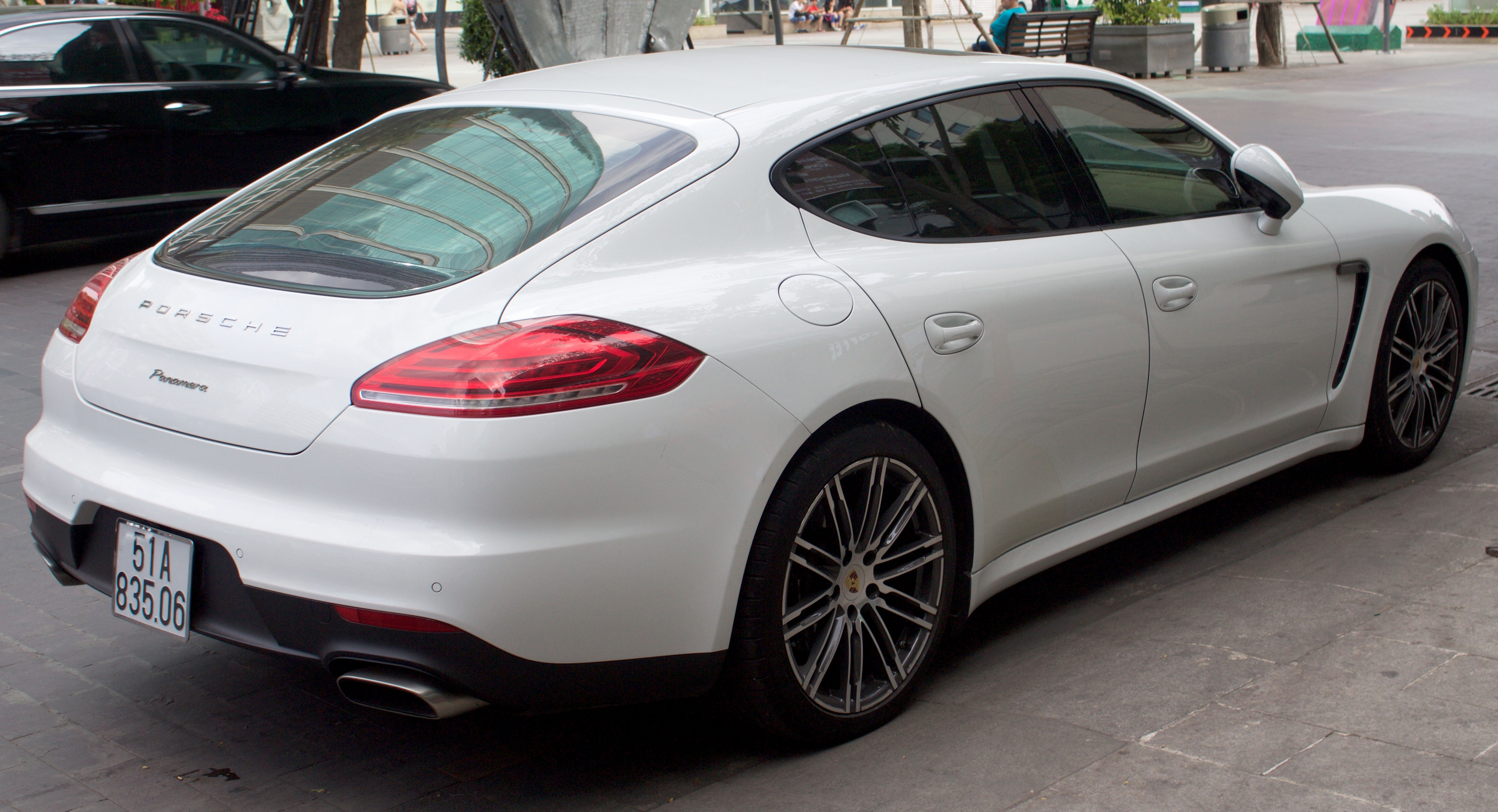
Porsche Panamera I (970) – tył po liftingu

Porsche Panamera I zostało zaprezentowane po raz pierwszy w 2009 roku.
Pierwsza generacja Panamery oznaczona symbolem 970 została zaprezentowana podczas Międzynarodowej Wystawy Samochodowej w Szanghaju w 2009 roku. Nazwa pojazdu podobnie jak Porsche Carrera pochodzi od nazwy legendarnego wyścigu La Carrera Panamericana. Auto powstało w wyniku zwiększającego się zainteresowania czterodrzwiowymi limuzynami o sportowej linii nadwozia z dużymi silnikami, tzw. „czterodrzwiowymi coupe”. Samochód wiąże się z powstałym pod koniec lat 80. XX wieku prototypem Porsche 989, który w istocie był czterodrzwiową odmianą Porsche 911. Panamera weszła na rynek w 2009 roku jako konkurencja dla takich aut jak: Aston Martin Rapide, Mercedes-Benz CLS, Maserati Quattroporte, czy będących również w fazie prototypowej innych tego typu samochodów (studyjne wersje luksusowych, czterodrzwiowych samochodów sportowych takich jak Lamborghini Estoque, czy BMW Concept CS (mający być w przyszłości nową serią 8). Panamera może być wyposażona w silniki stosowane w terenowym Cayenne: 3,6 V6 o mocy 300 KM oraz 4,8 V8 w trzech wersjach o mocy 400 KM, 500 KM i 550 KM (dwa ostatnie z doładowaniem). Powstała także hybrydowa wersja Panamery z 3-litrowym silnikiem benzynowym z kompresorem połączonym z silnikiem elektrycznym, co w sumie daje moc 380 KM.  W 2011 roku wprowadzono również wersję diesel z 250-konną jednostką 3.0 TDI, znaną z samochodów koncernu Volkswagen. Podobnie jak w modelu Cayenne, silniki umieszczone są z przodu, napęd natomiast przekazywany jest na tylną oś lub na cztery koła. Występuje także wersja z silnikiem benzynowym 3.0 o mocy 420 KM.
Podczas Międzynarodowej Wystawy Samochodowej w Paryżu w 2012 roku zaprezentowano odmianę kombi nazwaną Sport Turismo. W tym samym roku wprowadzono do produkcji wersję Platinium Edition ze słabszym silnikiem V6 oraz dobrym wyposażeniem. Jest to specjalna odmiana przenosząca podstawowe wersje Panamery do jednej specjalnej wersji. Auto wyposażone jest m.in. w 19-calowe koła z Panamery Turbo oraz dolną część lusterek bocznych oraz kratki odpowietrznika, a także reflektory biksenonowe, asystenta parkowania.
W 2013 roku auto przeszło face lifting. W wyglądzie pojazdu zmieniły się m.in. zderzaki i reflektory z lampami LED. Największych zmian dokonano pod maską.
W listopadzie 2013 roku zaprezentowano najmocniejszą w historii wersję Panamery. Poliftingowe Panamera Turbo S napędzana jest silnikiem 4.8V8 o mocy 570 KM. Auto rozpędza się do 100 km/h w 3,8 s oraz osiąga prędkość 310 km/h. Panamera Turbo S dostępna jest również w wersji Executive z wydłużonym o 15 cm rozstawem osi.
W listopadzie 2014 roku debiutowała najbardziej luksusowa wersja modelu Panamera o nazwie Exclusive. Pojazd oparto na Panamerze Turbo S Executive w wersji z długim rozstawem osi. Źródłem mocy jest turbodoładowany 570-konny silnik benzynowy. Auto cechuje się szczególnie luksusowym wykończeniem. We wnętrzu znaleźć można m.in. wysokogatunkową skórę oraz wysokiej klasy system multimedialny.

### Silniki
- Benzynowe:
  - 3.0 V6 420 KM
  - 3.6 V6 300 KM (261 km/h) - Panamera i Panamera 4
  - 4.8 V8 400 KM (285 km/h) - Panamera S i 4S
  - 4.8 V8 430 KM - Panamera GTS
  - 4.8 V8 twin turbo 500 KM (303 km/h) - Panamera Turbo
  - 4.8 V8 twin turbo 550 KM (306 km/h) - Panamera Turbo S

- Diesla:
  - 3.0 V6 turbodiesel 250 KM (242 km/h) - Panamera Diesel
  - 3.0 V6 turbodiesel 300 KM (259 km/h) - Panamera Diesel[7]

- Hybrydowe:
  - 3.0 V6 333 KM (270 km/h) + elektryczny 47 KM = 380 KM - Panamera S Hybrid
  - 3.0 V6 333 KM (270 km/h) + elektryczny 95 KM = 416 KM - Panamera S E-Hybrid

### Wersje pojazdu
- Panamera
- Platinum Edition
- Diesel
- Diesel Platinum Edition
- 4
- 4 Platinum Edition
- S
- 4S
- S Hybrid
- S E-Hybrid
- GTS
- Turbo
- Turbo S
- Exclusive

### Dane techniczne
| Porsche:                     | 970 Panamera S                                                                      | 970 Panamera 4S                                                                     | 970 Panamera Turbo                                                                  |
| ---------------------------- | ----------------------------------------------------------------------------------- | ----------------------------------------------------------------------------------- | ----------------------------------------------------------------------------------- |
| Silnik:                      | V8 8-cylindrowy, 32 zaworowy (Czterosuwowy)                                         | V8 8-cylindrowy, 32 zaworowy (Czterosuwowy)                                         | V8 8-cylindrowy, 32 zaworowy z Turbosprężarką (Czterosuwowy)                        |
| Pojemność skokowa            | 4806 cm³                                                                            | 4806 cm³                                                                            | 4806 cm³                                                                            |
| Napęd                        | tylny                                                                               | 4x4                                                                                 | 4x4                                                                                 |
| Moc przy 1/min               | 294 kW (400 KM) @ 6500 1/min                                                        | 294 kW (400 KM) @ 6500 1/min                                                        | 368 kW (500 KM) @ 6000 1/min                                                        |
| Maks. moment obr. przy 1/min | (500 Nm) @ 3500-5000 1/min                                                          | (500 Nm) @ 3500-5000 1/min                                                          | (700 Nm) @ 2250-4500 1/min                                                          |
| Sprężanie:                   | 12,5:1                                                                              | 12,5:1                                                                              | 10,5:1                                                                              |
| Układ zaworów                | DOHC Podwójny łańcuch, 4 Zawory na Cylinder                                         | DOHC Podwójny łańcuch, 4 Zawory na Cylinder                                         | DOHC Podwójny łańcuch, 4 Zawory na Cylinder                                         |
| Chłodzenie                   | Chłodzenie cieczą                                                                   | Chłodzenie cieczą                                                                   | Chłodzenie cieczą                                                                   |
| Skrzynia biegów              | 6-biegowa manualna, opcjonalnie 7 biegowy (automat PDK)                             | 7 biegowy (automat PDK)                                                             | 7 biegowy (automat PDK)                                                             |
| Hamulce                      | Przód: Aluminiowe tarcze hamulcowe z (ABS) Tył: Aluminiowe tarcze hamulcowe z (ABS) | Przód: Aluminiowe tarcze hamulcowe z (ABS) Tył: Aluminiowe tarcze hamulcowe z (ABS) | Przód: Aluminiowe tarcze hamulcowe z (ABS) Tył: Aluminiowe tarcze hamulcowe z (ABS) |
| Karoseria                    | Stalowo-aluminiowa częściowo z elementami z magnezu.                                | Stalowo-aluminiowa częściowo z elementami z magnezu.                                | Stalowo-aluminiowa częściowo z elementami z magnezu.                                |
| Rozstaw osi                  | 2920 mm                                                                             | 2920 mm                                                                             | 2920 mm                                                                             |
| Opony/Felgi                  | Przód: 245/50 ZR18 (8Jx18) - Tył: 275/45 ZR18 (9Jx18)                               | Przód: 245/50 ZR18 (8Jx18) - Tył: 275/45 ZR18 (9Jx18)                               | Przód: 255/45 ZR19 (9Jx19) - Tył: 285/40 ZR19 (10Jx19)                              |
| Wymiary D x S x W            | 4970 x 1931 x 1418 mm                                                               | 4970 x 1931 x 1418 mm                                                               | 4970 x 1931 x 1418 mm                                                               |
| Masa własna                  | 1770 kg (PDK + 30kg) 1800 kg                                                        | 1860 kg                                                                             | 1970 kg                                                                             |
| 0-100 km/h                   | 5,6 s - (5,4 s - PDK)                                                               | 5,0 s                                                                               | 4,2 s                                                                               |
| Prędkość maksymalna          | 285 km/h - (282 km/h - PDK)                                                         |                                                                                     | 303 km/h                                                                            |

## Druga generacja

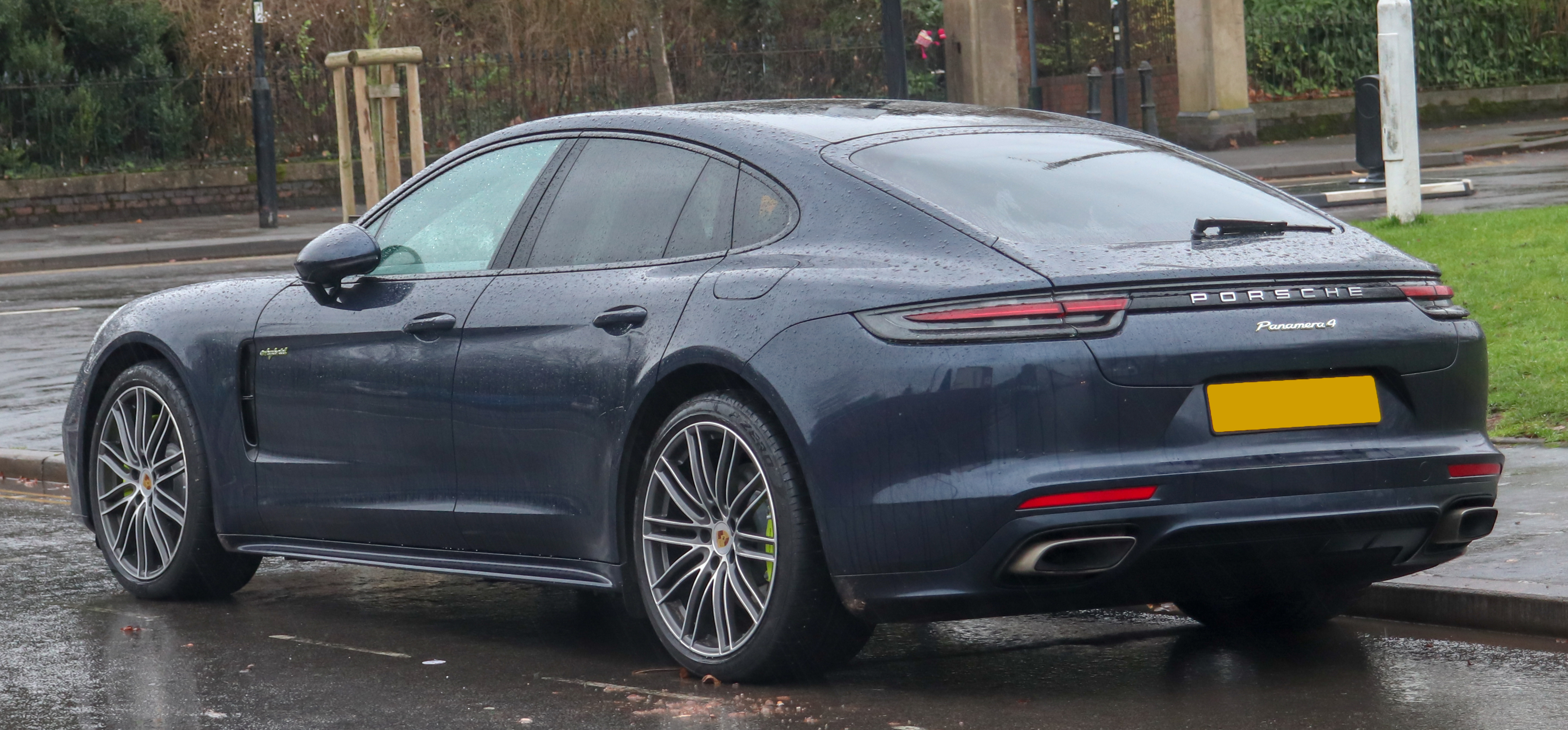
Porsche Panamera II - tył

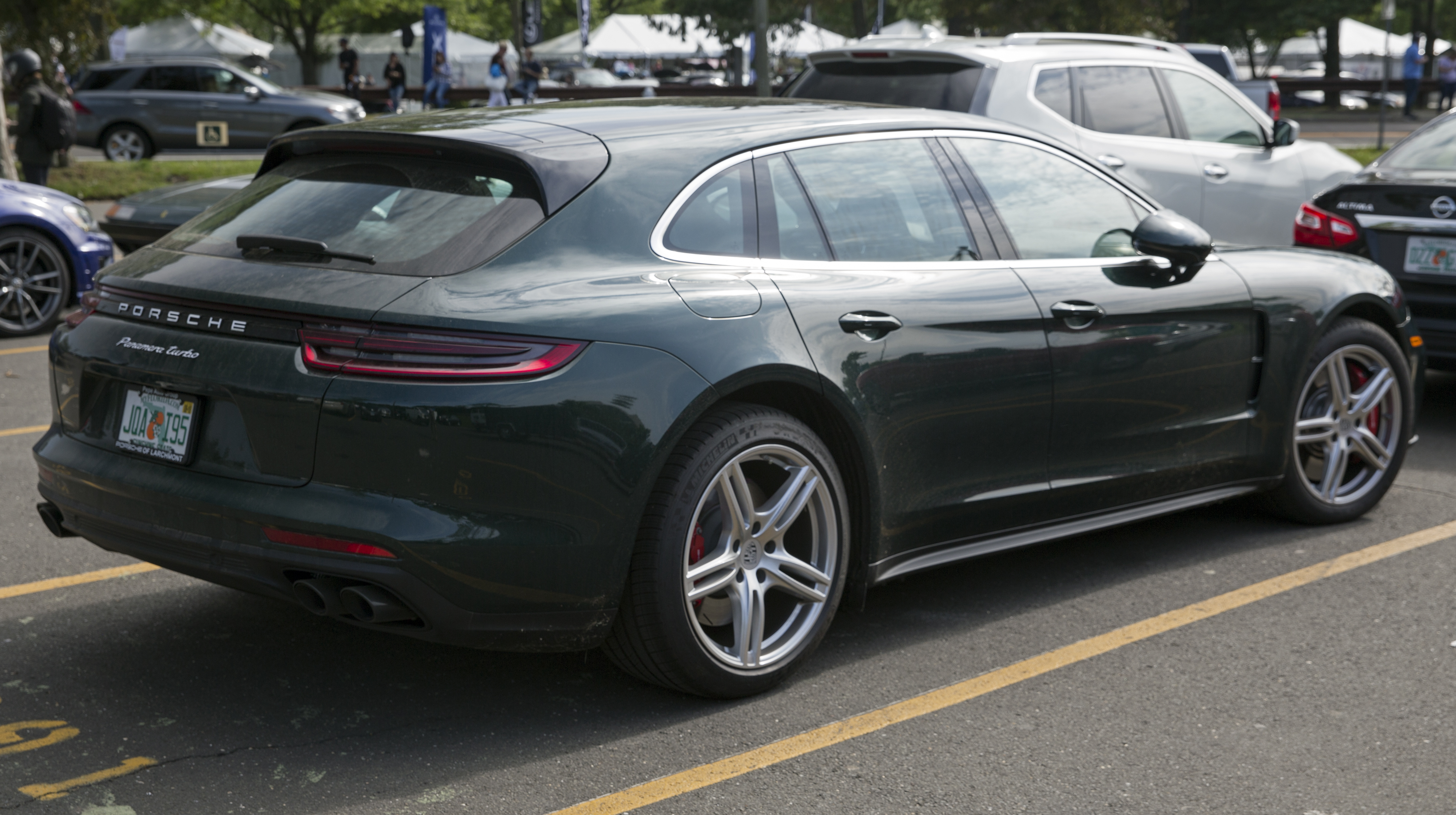
Porsche Panamera Sport Turismo

Porsche Panamera II została zaprezentowana po raz pierwszy w 2016 roku.
Druga generacja Panamery oznaczona symbolem 971 została zaprezentowana w połowie 2016 roku, a polska premiera modelu odbyła się w październiku. Nowa Panamera została stworzona całkowicie od podstaw. Auto urosło w stosunku do poprzednika: jest o 35 mm dłuższe, 5 mm szersze i 5 mm wyższe, a rozstaw osi zwiększył się o 30 mm. Sam projekt nadwozia mocniej nawiązuje do stylistyki modelu 911. W drugiej generacji Panamery Porsche położyło duży nacisk na poprawę właściwości jezdnych. W samochodzie zastosowano nowy system o nazwie Porsche 4D Chassis Control, kontrolujący i synchronizujący pracę wszystkich układów wpływających na dynamikę jazdy. Dzięki temu samochód ma cechować się bardziej precyzyjnym prowadzeniem. Najmocniejsza wersja Porsche Panamery (Turbo) pokonała okrążenie słynnego toru Nurburgring w czasie 7 min i 38 s (o 14 s szybciej od pierwszej generacji modelu), dzięki czemu obecnie jest drugim najszybszym luksusowym sedanem na świecie.
W marcu 2017 roku na Geneva Motor Show zaprezentowano wersję kombi będącą seryjną interpretacją prototypu Porsche Sport Turismo Concept. Jest to pierwszy model z takim nadwoziem w historii Porsche.

## Trzecia generacja

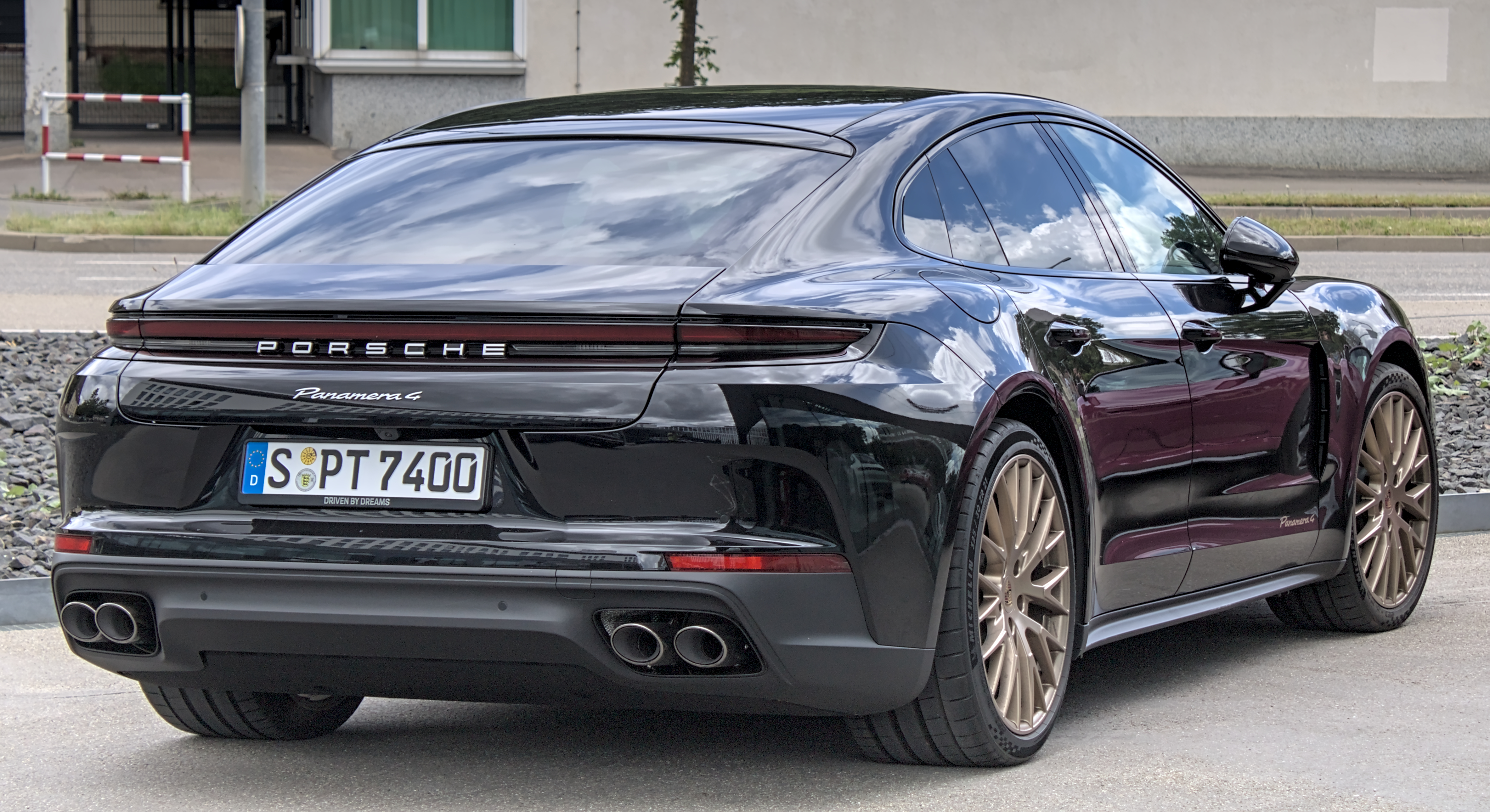
Porsche Panamera III (972) - tył

Porsche Panamera III został zaprezentowany po raz pierwszy w 2023 roku.
Na prezentację zupełnie nowej, trzeciej generacji Panamery wybrano festiwal Ikon Porsche w Dubaju. 
Samochód zachował podobną sylwetkę i detale co poprzednik, przechodząc jedynie ewolucyjne zmiany w stylizacji. Nowy model nie jest dostępny w wersji Sport Tourismo. Bardzo zmienił się w wnętrzu – pojawił się m.in. kokpit w stylu modeli Taycan i Cayenne. W aucie pojawiły się cztery odmiany plug-in hybrid. Auto jest zbliżone wymiarami do poprzednika, ale jest o 3 mm dłuższy. Otrzymał też nową skrzynię PDK, odświeżony design, nowe zawieszenie i system inforozrywki. Produkcja nowej generacji rozpoczęła się kilka tygodni później z kodem fabrycznym 972, a na rynek trafił kilka miesięcy później.